# Kalkujärvi (sjö i Enontekis, Lappland, Finland)
Kalkujärvi eller Kalkkojärvi är en sjö i Finland. Den ligger i kommunen Enontekis i landskapet Lappland, i den norra delen av landet, 900 km norr om huvudstaden Helsingfors. Kalkkojärvi ligger 450,7 meter över havet. Arean är 39,9 hektar och strandlinjen är 3,86 kilometer lång. Sjön  ingår i Kemi älvs huvudavrinningsområde.   Omgivningarna runt Kalkujärvi är i huvudsak ett öppet busklandskap.